# Convocazioni per il campionato europeo maschile under 17 di calcio 2012
Il campionato europeo di calcio Under-17 2012 è un torneo che si è svolto in Slovenia dal 4 al 16 maggio 2012. Le squadre qualificate possono convocare 18 giocatori, di cui 2 devono essere portieri.

## Gruppo A

### Francia
Allenatore: Jean-Claude Giuntini
| N. | Pos. | Giocatore                | Data nascita (età) | Pres. | Squadra             |
| -- | ---- | ------------------------ | ------------------ | ----- | ------------------- |
| 1  | P    | Mike Maignan (c)         | 3 luglio 1995      | 9     | Paris Saint-Germain |
| 2  | D    | Yarouba Cissako          | 8 gennaio 1995     | 8     | Monaco              |
| 3  | D    | Rémi Walter              | 26 aprile 1995     | 6     | Nancy               |
| 4  | D    | Brian Landini            | 1º gennaio 1995    | 8     | Le Havre            |
| 5  | D    | Clément Lenglet          | 17 giugno 1995     | 11    | Olympique Lione     |
| 6  | C    | Seko Fofana              | 7 maggio 1995      | 9     | Lorient             |
| 7  | C    | Jean Corentin            | 15 luglio 1995     | 9     | Troyes              |
| 8  | D    | Franck Bambock           | 7 aprile 1995      | 6     | Paris Saint-Germain |
| 9  | A    | Wesley Saïd              | 19 aprile 1995     | 5     | Rennes              |
| 10 | C    | Mohamed Chemlal          | 8 febbraio 1995    | 6     | Caen                |
| 11 | A    | Hervin Ongenda           | 24 giugno 1995     | 6     | Paris Saint-Germain |
| 12 | C    | Thomas Lemar             | 12 novembre 1995   | 10    | Caen                |
| 13 | D    | Louis Nganioni           | 3 giugno 1995      | 6     | Olympique Lione     |
| 14 | A    | Anthony Martial          | 5 dicembre 1995    | 11    | Olympique Lione     |
| 15 | D    | Jean-Charles Castelletto | 26 gennaio 1995    | 7     | Auxerre             |
| 16 | P    | Axel Kacou               | 1º agosto 1995     | 0     | Saint-Étienne       |
| 17 | C    | Zakarie Labidi           | 8 febbraio 1995    | 10    | Olympique Lione     |
| 18 | C    | Jonathan Mexique         | 10 marzo 1995      | 6     | Le Mans             |

### Islanda
Allenatore: Gunnar Gudmundsson
| N. | Pos. | Giocatore                  | Data nascita (età) | Pres. | Squadra           |
| -- | ---- | -------------------------- | ------------------ | ----- | ----------------- |
| 1  | P    | Rúnar Rúnarsson            | 18 febbraio 1995   | —     | KR Reykjavík      |
| 2  | D    | Adam Örn Arnarson          | 27 agosto 1995     | —     | Breiðablik        |
| 3  | D    | Ósvald Traustason          | 22 ottobre 1995    | —     | Breiðablik        |
| 4  | C    | Orri Sigurdur Ómarsson     | 18 febbraio 1995   | —     | HK Kópavogur      |
| 5  | D    | Hjörtur Hermannsson        | 8 febbraio 1995    | —     | Fylkir            |
| 6  | C    | Emil Ásmundsson            | 8 gennaio 1995     | —     | Fylkir            |
| 7  | C    | Aevar Jóhannesson          | 31 gennaio 1995    | —     | KA Akureyri       |
| 8  | C    | Oliver Sigurjónsson        | 3 marzo 1995       | —     | Aarhus            |
| 9  | A    | Stefán Thór Pálsson        | 31 maggio 1995     | —     | Breiðablik        |
| 10 | C    | Kristján Flóki Finnbogason | 12 gennaio 1995    | —     | FH Hafnarfjörður  |
| 11 | C    | Páll Thorsteinsson         | 30 ottobre 1995    | —     | Breiðablik        |
| 12 | P    | Fannar Hafsteinsson        | 30 giugno 1995     | —     | KA Akureyri       |
| 13 | A    | Gunnlaugur Birgisson       | 4 giugno 1995      | —     | Breiðablik        |
| 14 | D    | Ingiberg Ólafur Jónsson    | 3 marzo 1995       | —     | Breiðablik        |
| 15 | C    | Aron Heiddal               | 30 gennaio 1995    | —     | Stjarnan          |
| 16 | C    | Sindri Björnsson           | 29 marzo 1995      | —     | Leiknir Reykjavík |
| 17 | A    | Elías Már Ómarsson         | 18 gennaio 1995    | —     | Keflavik ÍF       |
| 18 | D    | Dadi Bergsson              | 11 marzo 1995      | —     | Þróttur           |

### Georgia
Allenatore: Vasil Maisuradze
| N. | Pos. | Giocatore              | Data nascita (età) | Pres. | Squadra            |
| -- | ---- | ---------------------- | ------------------ | ----- | ------------------ |
| 1  | P    | Aleksandre Adamia      | 9 aprile 1995      | —     | Metalurgi Rustavi  |
| 2  | C    | Otar Kakabadze         | 27 giugno 1995     | —     | Dinamo Tbilisi     |
| 3  | D    | Lasha Dvali            | 14 maggio 1995     | —     | Metalurgi Rustavi  |
| 4  | D    | Nika Tchanturia        | 19 gennaio 1995    | —     | Lokomotivi Tbilisi |
| 5  | D    | Giga Samkharadze       | 28 aprile 1995     | —     | Dinamo Tbilisi     |
| 6  | C    | Chiaber Chechelashvili | 10 ottobre 1995    | —     | Dinamo Tbilisi     |
| 7  | C    | Giorgi Aburjania       | 31 gennaio 1995    | —     | Metalurgi Rustavi  |
| 8  | C    | Giorgi Papunashvili    | 2 settembre 1995   | —     | Dinamo Tbilisi     |
| 9  | A    | Vano Tsilosani         | 9 novembre 1995    | —     | Dinamo Tbilisi     |
| 10 | C    | Nika Akhvlediani       | 20 maggio 1995     | —     | Baia Zugdidi       |
| 11 | A    | Dato Dartsimelia       | 28 gennaio 1995    | —     | Lokomotivi Tbilisi |
| 12 | P    | Nika Shermadini        | 8 gennaio 1995     | —     | Metalurgi Rustavi  |
| 13 | C    | Mate Tsintsadze        | 7 gennaio 1995     | —     | Lokomotivi Tbilisi |
| 14 | A    | Davit Jikia            | 10 gennaio 1995    | —     | Lokomotivi Tbilisi |
| 15 | A    | Aleko Mzevashvili      | 10 marzo 1995      | —     | Lokomotivi Tbilisi |
| 16 | D    | Giorgi Gabadze         | 2 marzo 1995       | —     | Lokomotivi Tbilisi |
| 17 | C    | Archil Meshki          | 2 novembre 1995    | —     | Dinamo Tbilisi     |
| 18 | D    | Giorgi Gorozia         | 26 marzo 1995      | —     | Lokomotivi Tbilisi |

### Germania
Allenatore: Stefan Böger
| N. | Pos. | Giocatore          | Data nascita (età) | Pres. | Squadra                     |
| -- | ---- | ------------------ | ------------------ | ----- | --------------------------- |
| 1  | P    | Oliver Schnitzler  | 13 ottobre 1995    | 11    | Bayer Leverkusen            |
| 2  | D    | Pascal Itter       | 3 aprile 1995      | 14    | Norimberga                  |
| 3  | D    | Jeremy Dudziak     | 28 agosto 1995     | 13    | Borussia Dortmund           |
| 4  | D    | Marian Sarr        | 30 gennaio 1995    | 12    | Leverkusen Bayer Leverkusen |
| 5  | D    | Niklas Süle        | 3 settembre 1995   | 13    | Hoffenheim                  |
| 6  | C    | Nico Brandenburger | 17 gennaio 1995    | 9     | Borussia Mönchengladbach    |
| 7  | A    | Julian Brandt      | 2 maggio 1996      | 4     | Wolfsburg                   |
| 8  | C    | Leon Goretzka (c)  | 6 febbraio 1995    | 13    | Bochum 1848 Bochum          |
| 9  | A    | Said Benkarit      | 12 gennaio 1995    | 13    | Borussia Dortmund           |
| 10 | C    | Max Meyer          | 18 settembre 1995  | 13    | Schalke 04                  |
| 11 | C    | Maximilian Dittgen | 3 marzo 1995       | 12    | Schalke 04                  |
| 12 | P    | Marvin Schwäbe     | 25 aprile 1995     | 6     | Eintracht Francoforte       |
| 14 | D    | Marc Oliver Kempf  | 28 gennaio 1995    | 9     | Eintracht Francoforte       |
| 15 | D    | Kevin Akpoguma     | 19 aprile 1995     | 12    | Karlsruhe                   |
| 16 | C    | Niklas Stark       | 14 aprile 1995     | 2     | Norimberga                  |
| 19 | A    | Timo Werner        | 6 marzo 1996       | 1     | Stoccarda                   |
| 20 | C    | Marc Stendera      | 10 dicembre 1995   | 1     | Eintracht Francoforte       |
| 22 | A    | Felix Lohkemper    | 26 gennaio 1995    | 7     | Stoccarda                   |

## Gruppo B

### Slovenia
Allenatore: Miloš Kostic
| N. | Pos. | Giocatore         | Data nascita (età) | Pres. | Squadra             |
| -- | ---- | ----------------- | ------------------ | ----- | ------------------- |
| 1  | P    | Gregor Zabret     | 18 agosto 1995     | —     | Domzale             |
| 2  | D    | Dino Paljušič     | 21 aprile 1995     | —     | NK Zagabria         |
| 3  | D    | Simon Hvastija    | 23 luglio 1995     | —     | Interblock Lubiana  |
| 4  | C    | Daniel Vujčič     | 12 aprile 1995     | —     | Maribor             |
| 5  | D    | Emir Dautovič     | 5 febbraio 1995    | —     | Maribor             |
| 6  | D    | Damjan Vukliševič | 28 giugno 1995     | —     | Maribor             |
| 7  | A    | Roy Rudonja       | 26 gennaio 1995    | —     | Sheffield Wednesday |
| 8  | C    | Dino Hotič        | 26 luglio 1995     | —     | Maribor             |
| 9  | A    | Bian Paul Šauperl | 15 aprile 1995     | —     | Maribor             |
| 10 | C    | Sven Dodlek       | 28 settembre 1995  | —     | Maribor             |
| 11 | A    | Maks Barišič      | 6 marzo 1995       | —     | Catania             |
| 12 | P    | Zoki Cvetkovič    | 2 agosto 1995      | —     |                     |
| 13 | A    | Luka Zahovič      | 15 novembre 1995   | —     | Maribor             |
| 14 | D    | Tilen Klemenčič   | 21 agosto 1995     | —     | Triglav             |
| 15 | C    | Domen Črnigoj     | 18 novembre 1995   | —     | FC Koper            |
| 16 | C    | Bine Kavčič       | 14 gennaio 1995    | —     | Gorica              |
| 17 | C    | Domen Rupnik      | 5 aprile 1995      | —     | Interblock Lubiana  |
| 18 | C    | Petar Stojanovič  | 7 ottobre 1995     | —     | Maribor             |

### Paesi Bassi
Allenatore: Albert Stuivenberg
| N. | Pos. | Giocatore                 | Data nascita (età) | Pres. | Squadra       |
| -- | ---- | ------------------------- | ------------------ | ----- | ------------- |
| 1  | P    | Nick Olij                 | 1º agosto 1995     | —     | AZ Alkmaar    |
| 2  | D    | Djavan Anderson           | 21 aprile 1995     | —     | Ajax          |
| 3  | D    | Riechedly Bazoer          | 12 ottobre 1995    | —     | PSV Eindhoven |
| 4  | D    | Jorrit Hendrix            | 6 febbraio 1995    | —     | PSV Eindhoven |
| 5  | D    | Joris Voest               | 8 gennaio 1995     | —     | Heerenveen    |
| 6  | D    | Thom Haye                 | 9 febbraio 1995    | —     | AZ Alkmaar    |
| 7  | A    | Elton Acolatse            | 25 luglio 1995     | —     | Ajax          |
| 8  | D    | Nathan Aké                | 18 febbraio 1995   | —     | Chelsea       |
| 9  | C    | Rai Vloet                 | 8 maggio 1995      | —     | PSV Eindhoven |
| 10 | C    | Tonny Trindade de Vilhena | 3 gennaio 1995     | —     | Feyenoord     |
| 11 | A    | Jeroen Lumu               | 27 maggio 1995     | —     | Willem II     |
| 12 | D    | Bram van Vlerken          | 7 ottobre 1995     | —     | PSV Eindhoven |
| 13 | D    | Sandy Walsh               | 14 marzo 1995      | —     | Genk          |
| 14 | C    | Branco van den Boomen     | 21 luglio 1995     | —     | Ajax          |
| 15 | C    | Pascal Huser              | 17 aprile 1995     | —     | Heerenveen    |
| 16 | P    | Mike Havekotte            | 12 settembre 1995  | —     | Utrecht       |
| 17 | A    | Wouter Marinus            | 18 febbraio 1995   | —     | Heerenveen    |
| 18 | A    | Queensy Menig             | 19 agosto 1995     | —     | Ajax          |

### Polonia
Allenatore: Marcin Dorna
| N. | Pos. | Giocatore             | Data nascita (età) | Pres. | Squadra          |
| -- | ---- | --------------------- | ------------------ | ----- | ---------------- |
| 1  | P    | Oskar Pogorzelec      | 9 maggio 1995      |       | Legia Varsavia   |
| 2  | D    | Patryk Stępiński      | 16 gennaio 1995    |       | Widzew Łódź      |
| 3  | C    | Konrad Budek          | 8 novembre 1995    |       | Polonia Varsavia |
| 4  | D    | Gracjan Horoszkiewicz | 18 marzo 1995      |       | Hertha Berlino   |
| 5  | D    | Igor Łasicki          | 26 giugno 1995     |       | Zagłębie Lubin   |
| 6  | C    | Karol Linetty         | 2 febbraio 1995    |       | Lech Poznań      |
| 7  | D    | Piotr Azikiewicz      | 21 aprile 1995     |       | Zagłębie Lubin   |
| 8  | D    | Sebastian Rudol       | 21 febbraio 1995   |       | Pogoń Szczecin   |
| 9  | A    | Mariusz Stępiński     | 12 maggio 1995     |       | Widzew Łódź      |
| 10 | C    | Adrian Cierpka        | 6 gennaio 1995     |       | Lech Poznań      |
| 11 | C    | Vincent Rabiega       | 14 giugno 1995     |       | Hertha Berlino   |
| 12 | P    | Aleksander Wandzel    | 12 gennaio 1995    |       | Lech Poznań      |
| 13 | C    | Łukasz Żegleń         | 9 giugno 1995      |       | Gwarek Zabrze    |
| 14 | D    | Sebastian Zieleniecki | 16 febbraio 1995   |       | UKS SMS Łódź     |
| 15 | A    | Dariusz Formella      | 21 ottobre 1995    |       | Arka Gdynia      |
| 16 | A    | Damian Kugiel         | 30 maggio 1995     |       | Lechia Gdańsk    |
| 17 | C    | Rafał Włodarczyk      | 26 gennaio 1995    |       | Mazur Karczew    |
| 18 | C    | Karol Żwir            | 12 giugno 1995     |       | Stomil Olsztyn   |

### Belgio
Allenatore: Patrick Klinkenberg
| N. | Pos. | Giocatore                   | Data nascita (età) | Pres. | Squadra             |
| -- | ---- | --------------------------- | ------------------ | ----- | ------------------- |
| 1  | P    | Lucas Pirard                | 10 marzo 1995      |       | Standard Liegi      |
| 2  | D    | Sébastien Locigno           | 2 settembre 1995   |       | Standard Liegi      |
| 3  | D    | Benjamin Van Den Ackerveken | 29 giugno 1995     |       | Standard Liegi      |
| 4  | D    | Corentin Fiore              | 24 marzo 1995      |       | Standard Liegi      |
| 5  | D    | Ali Yaşar                   | 8 marzo 1995       |       | Standard Liegi      |
| 6  | C    | Leander Dendoncker          | 15 aprile 1995     |       | Anderlecht          |
| 7  | A    | Erivelton                   | 17 novembre 1995   |       | Genk                |
| 8  | C    | Pieter Gerkens              | 17 febbraio 1995   |       | Genk                |
| 9  | A    | Siebe Schrijvers            | 18 luglio 1996     |       | Genk                |
| 10 | C    | Deni Milošević              | 9 marzo 1995       |       | Standard Liegi      |
| 11 | A    | Tuur Dierckx                | 9 maggio 1995      |       | Club Bruges         |
| 12 | P    | Alexandro Craninx           | 21 ottobre 1995    |       | Real Madrid         |
| 13 | D    | Anthony Rivituso            | 6 gennaio 1995     |       | Anderlecht          |
| 14 | D    | Frederik Spruyt             | 23 maggio 1995     |       | Genk                |
| 15 | C    | François Marquet            | 17 aprile 1995     |       | Standard Liegi      |
| 16 | A    | Pierre Biscotti             | 6 gennaio 1995     |       | Sint-Truiden        |
| 17 | C    | Muhammed Mert               | 9 febbraio 1995    |       | Genk                |
| 18 | C    | Joren Dehond                | 8 agosto 1995      |       | Oud-Heverlee Leuven |